# Jan van Glabbeeck
Jan van Glabbeeck (~1635-Puerto de Santa María, 1686) fue un pintor y comerciante neerlandés. Un documento de autentificación de una pintura de Paul Brill, fechado en 1653, lo menciona como discípulo de Rembrandt en Ámsterdam. Debió de pasar a Utrecht y más tarde, tras abandonar la pintura, viajar como comerciante a Italia y España. Murió en El Puerto de Santa María en 1686, probablemente después de varios años de estancia en España.